# جيفري إلمان
جيفري إلمان (بالإنجليزية: Jeffrey Elman)‏ هو عالم نفس أمريكي، ولد في 22 يناير 1948، وتوفي في 28 يونيو 2018.